# ケイトリン・ピッピー
ケイトリン・ピッピー（Katelyn Pippy, 1993年4月12日 - ）は、アメリカ合衆国の女優である。

## 出演作品

### テレビ
- アーミー・ワイフ（エマリン・ホールデン）
- スイート・ライフ
- 名探偵モンク